# PU-PU-JUICE
PU-PU-JUICE（ぷーぷーじゅーす）は、日本の劇団。

## 概要
2005年、永沼友由輝、山本浩貴、長島慎治、大迫一平らが劇団SLAから独立し設立。2010年現在俳優15名にて構成される。劇団代表者などはなく全員の多数決により全てを決定している。
脚本・演出は山本浩貴・久米伸明。
毎公演動員観客数2000人を超える人気劇団。オリジナルの作品を中心に、年間2～3本のペースで舞台公演（本公演）を行っている。また不定期ではあるが、イベント・野外公演など、番外公演が行われる。
これまでにも浅見れいな・長渕文音・穂のかを迎えた｢結婚狂想曲｣、いしだ壱成を迎えた「新・罪と罰」、加賀美早紀・中野裕太・下宮里穂子を迎えた「パニ☆ホス」などで話題を集めてきた。
所属俳優はPU-PU-JUICEの公演以外にも、積極的にテレビドラマ・映画・CMへの出演や他劇団への客演など活動がある。
また山本浩貴の脚本・監督で撮影しPU-PU-JUICE出演映画「サムライ・ダッシュ」においては2011年2月にゆうばり国際ファンタスティック映画祭に出品された。

## 所属俳優

### 男性
- 山本浩貴
- 長島慎治
- 久米伸明
- 田中裕士
- 高橋孝輔
- 中野マサアキ
- 松原功
- 谷遼

### 女性
- 西山咲子
- 中村奈生実

## 本公演
- 第29回公演 『フェイクニュース』（主演：飯窪春菜、2021年4月8日 - 18日、シアタートラム）[1]
- 第12回公演 『汚れたアヒル』（主演：市川知宏 / 黒川智花、2012年3月、SPACE107）
- 第11回公演 『奇跡の男』（主演：風間トオル / 浅見れいな / 大迫一平、2011年6月、ザ・ポケット）
- 第10回公演 『結婚狂想曲』（主演：浅見れいな / 長渕文音 / 穂のか、2010年9月、シアターサンモール）
- 第9回公演 『パニ☆ホス』（主演：加賀美早紀 / 下宮里穂子 / 中野裕太、2010年2月、ザ・ポケット）
- 第8回公演 『新・罪と罰』（主演：いしだ壱成、2009年1月、赤坂RED/THEATER）
- 第7回公演 『汚れたアヒル』（主演：近藤貴路、2008年9月、ザ・ポケット）
- 第6回公演 『妄想協奏曲』（主演：大迫一平、2008年9月、王子小劇場）
- 第5回公演 『R-18』（主演：大迫一平、2008年4月、王子小劇場）
- 第4回公演 『クロス』（主演：永沼友由輝、2007年8月、王子小劇場）
- 第3回公演 『MARRIAGE　BLUE　PLANET』（主演：大迫一平、2007年3月、王子小劇場）
- 第2回公演 『唾と蜜（つばとみつ）』（主演：大迫一平、2006年10月、タイニイアリス）
- 第1回公演 『JUICE』（主演：大迫一平、2006年4月、アイピット目白）

## 過去の所属俳優
- 永沼友由輝
- 大迫一平
- 御船健
- 近藤貴路
- 松浦崇文
- 永瀬勝久
- 伊藤真麻
- 藤田みか
- 藤井麻由

## 主なゲスト
第29回公演 『フェイクニュース』
- 飯窪春菜
- 寺中寿之
- 南圭介
- 山口大地
- 麻木玲那
- 福島善成（ガリットチュウ）
- 下尾みう（AKB48）
- 石栗昌彦

第12回公演 『汚れたアヒル』 
- 市川知宏
- 黒川智花

第11回公演 『奇跡の男』
- 風間トオル
- 浅見れいな

第10回公演 『結婚狂想曲』 
- 長渕文音
- 浅見れいな
- 穂のか

第9回公演 『パニ☆ホス』
- 加賀美早紀
- 中野裕太
- 下宮里穂子

第8回公演 『新・罪と罰』
- いしだ壱成
- 古川九一
- 冨樫真
- 西守正樹

第7回公演 『汚れたアヒル』
- もちづきる美
- 上谷真美（レッド・ペッパー・ガールズ）

第2回公演 『唾と蜜（つばとみつ）』 
- 石川伸一郎
- 大家由祐子

## 番外公演・イベント・野外公演
- Pu-Pu-Clicquot Rose Labal 「THE EQUINOX」（2007年）
- ゴールドジム主催 骨髄バンクチャリティーイベント（2008年）
- C-STYLE 歩み～僕らの軌跡～イベント（2009年）